# Aleksandr Gorshkov
Aleksandr Gueórguievich Gorshkov (en ruso: Александр Георгиевич Горшков, Moscú, 8 de octubre de 1946-Ibidem., 17 de noviembre de 2022) fue un patinador de danza sobre hielo, representó a la Unión Soviética junto con su pareja Liudmila Pajómova. Es ganador de los Juegos Olímpicos de invierno de 1976. Desde 2010 fue el presidente de la Federación Rusa de Patinaje hasta su fallecimiento.

## Carrera
Comenzó a patinar a la edad de seis años cuando su madre lo inscribió en una escuela de patinaje. En 1966 recibió una invitación de Liudmila Pajómova para formar pareja en la disciplina de danza sobre hielo. Con muy poca experiencia, Gorshkov fue criticado pero con el tiempo logró demostrar personalidad y talento junto con Pajómova. Gorshkov y su pareja comenzaron a entrenar en mayo de 1966 bajo la tutela de Elena Chaikóvskaya, tuvieron su debut internacional en diciembre del mismo año. Tras mucho tiempo compitiendo, la pareja comenzó a tener una relación sentimental y afirmaron que se casarían si ganaban el Campeonato del Mundo.

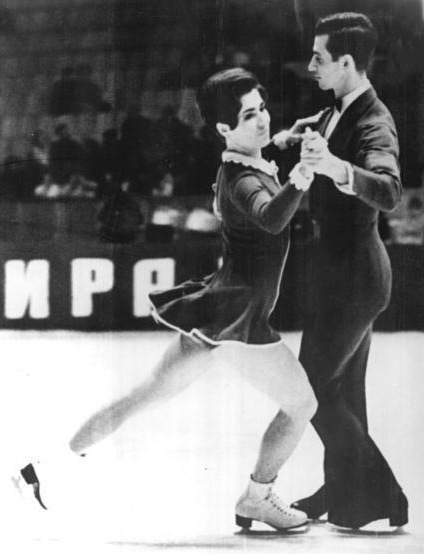
Pajómova y Gorshkov compitiendo en 1969.

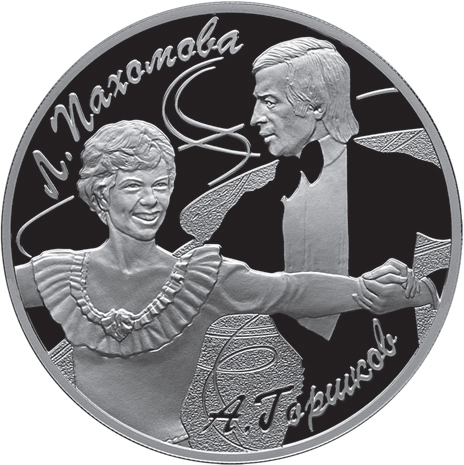
Moneda de 3 Rublos rusos de 2010 conmemorando a Pakhomova y Gorshkov.

Para los Juegos Olímpicos de invierno de 1968 Pajómova y Gorshkov ofrecieron un programa de demostración, fue usado para determinar si la danza sobre hielo sería agregada como deporte oficial olímpico. Ganaron su primer título mundial en 1970 y se casaron al siguiente año, los siguientes cuatro años repitieron como campeones del mundo. En 1974, la pareja y su entrenadora crearon el tango romántico, la ISU lo adoptaría más adelante como elemento en la danza sobre hielo. Finalizado el Campeonato Europeo de 1975, Gorshkov fue sometido a una operación y su entrenadora donó sangre, meses después en su camino al Campeonato del Mundo en Estados Unidos, Gorshkov tuvo problemas de respiración y abandonaron la competición.
La pareja regresó a competición en la siguiente temporada, en ese entonces la danza sobre hielo debutó como deporte oficial en los Juegos Olímpicos de invierno de 1976 en Austria. Pajómova y Gorshkov ganaron su primer oro olímpico y fueron la primera pareja en ganar un oro en la recién agregada disciplina. Ganaron su último título mundial en 1976 y al siguiente año anunciaron su retiro del patinaje competitivo. Gorshkov sirvió como director del comité técnico de danza sobre hielo en la Unión Internacional de Patinaje. En junio de 2010 fue elegido mediante votación presidente de la Federación de Patinaje de Rusia, además es presidente de una fundación dedicada a financiar y promover el arte y el deporte en Rusia.

### Resultados con Pajómova
| Internacional                | Internacional | Internacional | Internacional | Internacional | Internacional | Internacional | Internacional | Internacional | Internacional | Internacional |
| Evento                       | 66–67         | 67–68         | 68–69         | 69–70         | 70–71         | 71–72         | 72–73         | 73–74         | 74–75         | 75–76         |
| ---------------------------- | ------------- | ------------- | ------------- | ------------- | ------------- | ------------- | ------------- | ------------- | ------------- | ------------- |
| Juegos Olímpicos de invierno |               |               |               |               |               |               |               |               |               | 1st           |
| Campeonato del Mundo         | 13th          | 6th           | 2nd           | 1st           | 1st           | 1st           | 1st           | 1st           |               | 1st           |
| Campeonato Europeo           | 10th          | 5th           | 3rd           | 1st           | 1st           | 2nd           | 1st           | 1st           | 1st           | 1st           |
| Premio de Moscú              |               |               |               | 1st           | 1st           | 1st           | 1st           |               | 1st           | 1st           |
| Nacional                     |               |               |               |               |               |               |               |               |               |               |
| Campeonato Soviético         | 2nd           | 2nd           | 1st           | 1st           | 1st           |               | 1st           | 1st           | 1st           |               |